# Ann Laura Stoler
Ann Laura Stoler (* 1949 in Brooklyn, New York) ist Willy-Brandt-Distinguished-University-Professorin für Anthropologie und Geschichte an der New School for Social Research in New York City. Sie hat bedeutende Beiträge zu den Bereichen koloniale und postkoloniale Studien, historische Anthropologie, feministische Theorie und Affekt geleistet. Besonders bekannt ist sie für ihre Schriften über Ethnie und Sexualität in den Werken des französischen Philosophen Michel Foucault.

## Leben
Stoler wurde 1949 in Brooklyn, New York, geboren und wuchs an der Nordküste von Long Island, New York, auf. Sie erwarb ihren B.A. in Anthropologie 1972 am Barnard College sowie 1976 ihren M.A. und 1982 ihren Ph.D. in Anthropologie an der Columbia University. Stolers Partner, Lawrence A. Hirschfeld, ist Professor für Anthropologie und Psychologie an der New School for Social Research. Gemeinsam mit ihrem ersten Ehemann, Benjamin N.F. White, arbeitete sie in Zentral-Java zusammen. Ihre verstorbene Schwester, Barbara Stoler Miller, war Professorin am Barnard College und an der Columbia University, hat das Werk von Ann Laura Stoler poetisch geprägt.

## Karriere
Stoler lehrte von 1983 bis 1989 an der University of Wisconsin-Madison und von 1989 bis 2004 an der University of Michigan, bevor sie an die New School for Social Research wechselte, wo sie den Vorsitz der Abteilung für Anthropologie übernahm. Sie ist außerdem Gründungsdirektorin des Institute for Critical Social Inquiry (ICSI) an der New School for Social Research, einer Forschungseinrichtung, die jährlich eine internationale Gruppe von sechzig Wissenschaftlern zu einem einwöchigen Meisterkurs mit drei angesehenen Denkern zusammenbringt.
Stoler hatte Gastaufenthalte am Center for Advanced Study in the Behavioral Sciences der University of California-Berkeley, der Stanford University, der University of California-Santa Cruz, der School of Criticism and Theory der Cornell University, der École des Hautes Études en Sciences Sociales, der École Normale Supérieure, dem Centre National de la Recherche Scientifique und Paris 8, dem Johannesburg Workshop in Theory and Criticism, der University of California-Irvine, der Bir Zait Universität in Ramallah, der Universität Lissabon und der Bard Prison Initiative. Sie war unter anderem in den Redaktionsausschüssen von Comparative Studies in Society and History, Constellations und Cultural Anthropology tätig und war zusammen mit Adi Ophir Gründungsherausgeberin der gemeinsamen Zeitschrift und Konferenzreihe Political Concepts: A Critical Lexicon.
Zu Stolers Stipendien und Auszeichnungen gehören u. a. Fulbright, Guggenheim, National Endowment for the Humanities, Henry Luce Foundation, National Science Foundation und Social Science Research Council. Darüber hinaus hat Stoler 1996 die Lewis Henry Morgan Distinguished Lectures und 2014 die Jensen Memorial Lectures an der Goethe-Universität Frankfurt gehalten.

## Werk
Stoler beschreibt ihre Jugend als einen der prägenden Aspekte ihres Forschungsinteresses, insbesondere das Bewusstsein für das „alltägliche Gewicht der Unterschiede“ als jüdisches Mädchen im klassenbewussten Long Island Mitte des 20. Jahrhunderts, das eng an New York City und dessen Welten des Geschmacks und der rassistischen Differenzen angrenzt. Dazu formulierte in einem Interview 2019: „Categories of people and things, race was inscribed in that everyday – in who was not in our schools, where my father worked but did not play, where winter vacations took us, in places my family would not go. I’m ever more convinced that race was a subtext in my growing up – those who would be excluded and those places my parents feared I might be excluded from.“
Stoler ist bekannt für ihre Arbeiten über die Politik des Wissens, koloniale Herrschaft, rassische Epistemologien, die Sexualpolitik imperialer Gesellschaften und ethnografische Analysen von Archiven. Ihr regionaler Schwerpunkt liegt insbesondere auf Südostasien, aber sie hat auch zu u. a. Frankreich und Palästina gearbeitet. Stoler arbeitet in den Bereichen politische Ökonomie, Feminismus, Kontinentalphilosophie und kritische Ethnologie. Ihr Schwerpunkt liegt dabei auf „Begriffstarbeit“ und „Feldarbeit in der Philosophie“, beeinflusst von u. a. Etienne Balibar und Michel Foucault.
Darüber hinaus liegt der Fokus ihrer umfangreichen wissenschaftlichen Forschung auf Affekten und Emotion im Kontext von Kolonialismus und Imperialismus. Vom niederländischen und französischen Kolonialismus in Indonesien und Vietnam bis hin zu ihrer jüngsten Arbeit über Palästina und die USA, zeigt Stoler, wie Affekte wie Angst und Missachtung Ungleichheiten, die auf kulturellen Kategorien wie Ethnie beruhen, formen und verfestigen: „My work has pushed between inscription, prescription, and ascription, how race is inscribed in the colonial archives, how ways of being are prescribed for Europeans and how they in turn ascribe features to others, those populations who they so often saw as a potential threat.“

### Capitalism and Confrontation in Sumatra’s Plantation Belt, 1870–1979
Capitalism and Confrontation in Sumatra‘s Plantation Belt, 1870-1979 ist Stolers erstes Buch, das 1985 veröffentlicht wurde. Stoler konzentriert sich auf holländische Plantagen in Ost-Sumatra, Indonesien und die Form der Beziehungen zwischen dem aufkeimenden multinationalen Agrargeschäft und den Arbeitern, insbesondere den Widerstand der javanischen Arbeiter gegen die Arbeits- und Lebensbedingungen. Durch die Kombination anthropologischer und historischer Methoden unterstreicht Stoler die Beziehung zwischen Klasse, Ethnizität und Geschlecht. Stoler argumentiert, dass der Widerstand gegen den Kolonialismus die Zwangsarbeit und den Missbrauchs auf den Plantagen sowie die wirtschaftlichen, politischen und sozialen Erfahrungen und das Gemeinschaftsgefühl der Javaner verändert hat. 1995 gab die University of Michigan eine zweite Auflage des Buches mit einem neuen Vorwort von Stoler heraus.
1992 verlieh ihr die Association for Asian Studies den Harry J. Benda Prize in Southeast Asian Studies für das Buch.

### Race and the Education of Desire: Foucault’s History of Sexuality and the Colonial Order of Things
In ihrem 1995 erschienenen Buch Race and the Education of Desire: In ihrem Buch Foucault‘s History of Sexuality and the Colonial Order of Things stützt sich Stoler auf Archivrecherchen sowie auf Foucaults Vorlesungen am Collège de France von 1976, um Genealogien von Ethnie im Kontext des europäischen Kolonialismus nachzuzeichnen. Stoler greift zwei Fragen zu den Verbindungen zwischen Kolonialismus, Sexualität und Rassismus auf und geht der Frage nach, warum Foucaults Erörterung der europäischen Sexualität des 19. Jahrhunderts nie die kolonialen Subjekte Europas einbezogen hat. Zudem verhandelt Stolers Buch auch die Fragen der der rassifizierten Sexualität im Kontext des Kolonialismus.

### Tensions of Empire: Colonial Cultures in a Bourgeois World
Tensions of Empire: Colonial Cultures in a Bourgeois World ist Ann Stolers drittes Buch, das sie gemeinsam mit Fredrick Cooper herausgegeben hat. Der Band analysiert Kolonialmächte nicht als kohärente und einheitliche Herrschaftsformen, sondern als Regime, die auf Widersprüchen und Inkonsistenzen beruhen. Die zentrale Frage ist dabei, wie der Kolonialismus nicht nur imperiale Projekte, sondern auch Ereignisse, Konflikte und Vorstellungswelten in kolonialen (Haupt-)Städten geprägt haben.

### Carnal Knowledge and Imperial Power: Race and the Intimate in Colonial Rule
In Carnal Knowledge and Imperial Power: Race and the Intimate in Colonial Rule analysiert wie koloniale Herrschaft in intime Beziehungen eindringt und sich auf Ideen und Praktiken von Privilegien, Eigentum, Gefühlen, körperlichen Verbindungen und Zugehörigkeitskategorien wie Ethnie, Klasse und Nationalität auswirkt, zu identifizieren und zu verstehen.
In Stolers Worten zeigt das affektive Raster der kolonialen Politik, wie „häusliche und familiäre Intimitäten selbst kritische politische Orte waren, an denen rassische Zugehörigkeiten ausgearbeitet wurden.“ Durch die Kombination von der Geschichte der Ethnografie, feministischer Intervention und Archivarbeit spannt Stoler ihre Analyse vom Archiv zum Schlafzimmer, von den Plantagenfeldern zum Kinderzimmer, von den Erziehungshandbüchern zu den peinlichen Interviews mit indonesischen Frauen, die für niederländische Kolonialfamilien dienten. Auch hier zeigt Stoler, dass soziale Klassifizierungen – ebenso wie koloniale und akademische – keine harmlosen kulturellen, sondern politische Kategorien sind.

### Imperial Formations
In Imperial Formations heben Stoler und McGranahan den oft verschwommenen, prozessualen Charakter imperialer Herrschaft hervor und fragen nach historischen und zeitgenössischen Formen effektiven Wissen über imperiale Regierungsweisen. Das Buch bezieht sich dabei auf eine Reihe von imperialen Formationen: Amerikanische, chinesische, japanische, osmanische, russische und sowjetische siwe europäische Imperialprojekte. Durch die Gegenüberstellung dieser Fälle stellt das Buch Tendenzen zum europäischen Exzeptionalismus in Frage, indem es außereuropäische, kommunistische und nichtkapitalistische Imperien außerhalb des liberalen Staatsmodells einbezieht.

### Along the Archival Grain: Epistemic Anxieties and Colonial Common Sense
Along the Archival Grain: Epistemic Anxieties and Colonial Common Sense kann als eine Konsolidierung verschiedener Wege in Stolers Arbeit sowie als eine wichtige Intervention in zwei Bereiche gesehen werden, die sie in den letzten zwei Jahrzehnten mitdefiniert hat – historische Anthropologie und Postkoloniale Forschung – zu einem Zeitpunkt, als beide zu Gravitationszentren für kritische Wissenschaft geworden waren.
Das Buch behandelt Archive als Orte von Machtverhältnissen. In sieben Kapiteln drängt Stoler auf eine Neubewertung der Art und Weise, wie koloniale Herrschaft, Archive, Vernunft und Gefühl sowie soziale Kategorien von Historikern und Anthropologen üblicherweise analysiert wurden. Along the Archival Grain ist zugleich eine historische Ethnografie der Niederländisch-Indischen Inseln von den 1830er bis zu den 1930er Jahren. Stoler plädiert für eine „Abkehr von der Behandlung von Archiven als einer extraktiven Übung hin zu einer ethnographischen Übung“, fordert ein Eintauchen statt ein Aufdecken, die sich historisch wandelnden kolonialen Annahmen ernst zu nehmen und sich mit den Unsicherheiten, Ängsten und Fantasien des Staates auseinandersetzen. Along the Archival Grain markiert den starken philosophischen Einschlag in Stolers Geschichtsansatz, sich ihrer Untersuchungsgegenstände nicht zu sicher zu sein und Erkenntnistheorien kontinuilrich zu hinterfragen.

### Duress: Imperial Durabilities in Our Times
Duress: Imperial Durabilities in Our Times ist Stoler‘s erste Monographie seit dem Start des Kollektivprojekts Political Concepts: A Critical Lexicon und spiegelt ihre kontinuierliche Zusammenarbeit mit Philosophen, politischen Theoretikern und Literaturwissenschaftlern an den verschiedenen Standorten des Projekts wider. In dem Buch befasst sich Stoler mit den „methodologischen Erneuerungen“, die Wissenschaftler besser in die Lage versetzen könnten, die zeitgenössischen Kontinuitäten und Ausläufer kolonialer Herrschaft zu erkennen und zu verfolgen. Sie argumentiert, dass Foucaults genealogische Methode von den (post)kolonialen Studien oft nur oberflächlich genutzt wurde, und identifiziert die „rekursive Analytik“ als einen übersehenen und zu wenig beachteten Aspekt seiner Arbeit. In zehn Kapiteln geht Stoler der Frage nach, wie imperiale Denkmuster die Bedingungen des politischen Lebens und die begrifflichen Vokabeln prägen und geht u. a. auf Niederländisch-Ostindien des 19. Jahrhunderts über Frankreich der 1990er Jahre bis hin zum heutigen Palästina.

## Veröffentlichungen (Auswahl)

### Monografien
- Capitalism and Confrontation in Sumatra‘s Plantation Belt, 1870–1979. Ann Arbor: University of Michigan Press, 1985, ISBN 978-0-300-03189-8.[16][17][18]
- Race and the Education of Desire: Foucault‘s History of Sexuality and the Colonial Order of Things. Durham: Duke University Press, 1995, ISBN 978-0-8223-1690-9.[39]
- Carnal Knowledge and Imperial power: Race and the Intimate in Colonial Rule. Berkeley: University of California Press, 2002, ISBN 978-0-520-26246-1.[40][41]
  - franz.: La Chair de l’Empire. Paris: La Decouverte, 2013, ISBN 978-2-7071-7559-5.
- Along the Archival Grain: Epistemic Anxieties and Colonial Common Sense. Princeton, NJ: Princeton University Press, 2009, ISBN 978-0-691-14636-2.[42]
  - franz. Au Coeur de l’Archive Colonial: Questions de Méthode. Paris: EHESS, 2019, ISBN 978-2-7132-2773-8.[43]
- mit Frederick Cooper: Repenser le Colonialisme. Paris: Payot, 2013, ISBN 978-2-228-92545-7.
- Duress: Imperial Durabilities in Our Times. Durham: Duke University Press, 2016, ISBN 978-0-8223-6267-8.[44][45]
- Interior Frontiers. Essays on the Entrails of Inequality. Oxford: Oxford University Press 2022, ISBN 978-0-19-007638-2.

### Herausgaben
- mit Frederick Cooper: Tensions of Empire: Colonial Cultures in a Bourgeois World. Berkeley: University of California Press, 1997, ISBN 978-0-520-20605-2.
- Haunted by Empire: Geographies of Intimacy in North American History. Durham: Duke University Press, 2006, ISBN 978-0-8223-3724-9.[46][47][48]
- mit Carole McGranahan und Peter C. Perdue: Imperial Formations. Santa Fe, NM: School for Advanced Research Press, 2007, ISBN 978-1-930618-73-2.[49][50]
- Imperial Debris: On Ruin and Ruination. Durham: Duke University Press, 2013, ISBN 978-0-8223-5361-4.[51][52]
- mit J.M.Bernstein und Adi Ophir: Political Concepts: A Critical Lexicon. New York: Fordham, 2018, ISBN 978-0-8232-7669-1.
- mit Stathis Gourgouris und Jacques Lezra: Thinking with Balibar: A Lexicon of Conceptual Practice. New York: Fordham, 2020, ISBN 978-0-8232-8848-9.